# Lezení na rychlost
Lezení na rychlost (R jako Rychlost, nebo S z anglického Speed climbing) je disciplína sportovního lezení, při níž se lezci snaží přelézt danou cestu v co nejkratším čase.

## Srovnání s jinými druhy lezení
Tato disciplína je podobná lezení na obtížnost v tom, že lezec je zpravidla jištěný lanem, „vertikální sprint“ je však spíše atletika, kdežto obtížnost má blíže ke gymnastice. Tím se odlišuje i příprava a fyzická typologie sportovců. Lezení na obtížnost má nejblíže ideálům horolezectví (nejvíce se podobá přirozenému volnému lezení ve skalách), zatímco lezení na rychlost je více srozumitelné a přehledné pro diváckou laickou veřejnost – také proto, že jde zpravidla o reálný závod lezců paralelně zdolávajících vedle sebe totožně postavené cesty. 
Zhruba od roku 2010 získává největší popularitu bouldering – lezení krátkých těžkých cest nad dopadovou matrací (bouldermatkou), které nevyžaduje jištění. Při tréninku i závodech postačuje stavět menší konstrukce, tělocvičny mají menší nároky na prostor, závodníci se rychleji střídají a na světových i národních závodech mají nejvyšší účast. 
Rychlost může být relevantní i při lezení na obtížnost či boulderingu, kde se často používá měření času jako pomocné hodnotící kritérium. Z organizačních důvodů mají závodníci také časový limit na přelezení cest.

## Závody
Čas výstupu lze porovnávat na jedné cestě, nebo na dvou i více totožných cestách zároveň. Pokud se soutěží na různých cestách, závodníci lezou obě dvě a časy se sčítají. Od roku 2009 se na světových závodech leze na standardní cestě, která má patnáct metrů (existuje i desetimetrová varianta) a standardizované parametry včetně certifikace.

### Skalní lezení
Po celém světě se pořádají setkání skalních lezců, při nichž je hlavní či vedlejší soutěží (např. sběrač) přelézání co největšího počtu cest za 12 nebo 24 hodin. V ČR patří mezi tyto závody např. Kozelkovská dvanáctihodinovka, Petrohradské padání či Skalní muž.

### Jumarování
Měření času najdeme i na závodech v průmyslovém lezení či stromolezení (účastní se jich také např. záchranáři a jeskyňáři). Zejména při výstupu na laně s technickými pomůckami (blokanty) obecně známými jako tzv. jumary, jumarování v ČR: např. závody Chlumochod, nebo Sambar Steel.

## Hory a skály

### Vícedélkové skalní lezení
Velkou tradici má lezení na čas zejména v Yosemitském údolí, v Kalifornii, kde lezci postupně až jeden kilometr dlouhé výstupy překonávali za jeden den (jindy i více dní). Postupem let dokázali lezci přelézat i dvě cesty různé za jeden den, přibližně v roce 2014 už nejvýkonnější lezci dokázali za jeden den přelézt i tři různé cesty.

### Horolezectví
Odedávna hrála rychlost svou roli i při horských výstupech, což bylo taktické zejména s ohledem na předpověď a proměnlivost počasí, ale i pro plánování potřebného materiálu a potravin. Navíc při prodlužování výstupu horolezci postupně docházejí síly. Jak u horolezeckých, tak u skalních výstupů se u popisu přelezů nebo v průvodcích zaznamenával a porovnával i čas nutný k výstupu. Tradičně se jedná o přechody horských hřebenů, ale soupeřivost a zvyšování výkonnosti se odrážely ve všech oblastech horolezectví (svou roli zde hraje i technologický pokrok). Z posledních let jsou známé extrémní alpské výstupy v řádu hodin, ale i pokusy o zdolání osmitisícovek za jeden den.

## Ocenění
Za rychlolezení získal Američan Dean Potter v roce 2003 mezinárodní ocenění Laureus World Sports Awards.

## Rychlostní lezení na olympijských hrách
Na Letních olympijských hrách v Tokiu roku 2021 bylo rychlostní lezení poprvé uvedeno jako olympijská disciplína, a to v trojkombinaci s boulderingem a lezením na obtížnost. Cílem bylo ocenit lezeckou všestrannost, avšak mezi závodníky se tento přístup setkal většinou s velkou kritikou, neboť znevýhodňoval specialisty excelující jen v jednom druhu lezení a „nutil“ je tříštit síly i na trénink ostatních způsobů.
Na následujících LOH v Paříži 2024 proto již bylo rychlostní lezení vyčleněno jako samostatný sport. Mezi muži zvítězil Veddriq Leonardo z Indonésie a v ženské kategorii Aleksandra Mirosławová z Polska.